# Otto Thiel
Otto Thiel (Berlino, 23 novembre 1891 – 10 luglio 1915) è stato un calciatore tedesco, di ruolo attaccante.